# Lepthyphantes phallifer
Lepthyphantes phallifer är en spindelart som beskrevs av Fage 1931. Lepthyphantes phallifer ingår i släktet Lepthyphantes och familjen täckvävarspindlar.
Artens utbredningsområde är Spanien. Inga underarter finns listade i Catalogue of Life.